# Nederlandse Vereniging voor Luchtbescherming

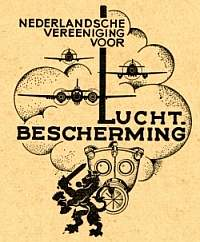
Affiche van de NVL

De Nederlandsche Vereeniging voor Luchtbescherming (NVL) werd in 1936 in 's-Gravenhage opgericht. 
De vereniging probeerde met behulp van alle burgemeesters in Nederland in iedere gemeente een plaatselijke afdeling op te richten. 
In de jaren twintig en dertig verwachten veel Europese militairen en politici dat steden in toekomstige oorlogen grootschalig gebombardeerd zouden worden. In de Eerste Wereldoorlog hadden vooral Oostenrijk en Duitsland bombardementen uitgevoerd op onder andere Londen. De latere Italiaanse bombardementen in Ethiopië en in de Spaanse Burgeroorlog, onder andere op Madrid en Guernica, bevestigden deze vrees. Naast bombardementen met explosieve bommen en luchtmijnen werd gevreesd voor bombardementen met gifgas. De regering meende dat de Nederlandse bevolking daarop moest worden voorbereid.
De Nederlandse Vereniging voor Luchtbescherming stelde zich ten doel de zelfbescherming door de bevolking bij luchtaanvallen. Dit doel probeerde men te bereiken door het geven van trainingen, het organiseren van bijeenkomsten, demonstraties en tentoonstellingen. De contributie bedroeg minimaal 1 gulden per jaar. Bedrijven betaalden een hogere contributie.
De vereniging was erg actief en organiseerde onder andere EHBO-cursussen en tentoonstellingen. Ook het ontruimen van scholen werd geoefend. 
Het bestuur plaatste in de kranten advertenties voor brandblussers en (onbrandbare) asbestplaten die werden aangeprezen als bescherming tegen brandbommen. 
Naast het particuliere initiatief van de NVL was ook de overheid actief op dit terrein. In veel gemeenten was ook een gemeentelijke luchtbeschermingsdienst onder leiding van de burgemeester werkzaam. Eind 1939 werd door de NVL en het ministerie van Binnenlandse Zaken afgesproken dat de Vereniging voor Luchtbescherming zich voortaan zou beperken tot "de zelfbescherming achter de huisdeur".
Ook onder de Duitse bezetting bleef de vereniging actief. In het orgaan Luchtgevaar gaf ze op zakelijk-neutrale toon tips voor de zelfbescherming van de burgerij. De oplage steeg in de jaren 1940-42 van 70.000 tot 200.000 exemplaren.

## Medaille

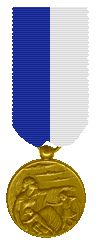
Medaille

In 1949 werd, ter beloning van de duizenden vrijwilligers, een Herinneringsmedaille Luchtbescherming 1940-1945 ingesteld. Deze particuliere onderscheiding mocht, omdat de minister van Defensie dat had bepaald, ook op uniformen van de strijdkrachten worden gedragen.